# XPBB (航空機)
XPBB シーレンジャー
飛行するXPBB-1 3144号機
(1943年撮影)
- 用途：爆撃機、哨戒機
- 分類：飛行艇（哨戒爆撃機）
- 製造者：ボーイング社
- 運用者： アメリカ海軍（予定）
- 初飛行：1942年7月9日
- 生産数：1機
- 退役：1947年（開発中止）
- 運用状況：未就役

XPBB シーレンジャー（Boeing XPBB Sea Ranger ）はボーイング社がアメリカ海軍向けに開発した飛行艇。試作のみで量産はなされなかった。
愛称の「シーレンジャー (Sea Ranger)」は、海のレンジャーの意。

## 概要
1939年にアメリカ海軍は長距離洋上哨戒飛行艇の提案を各社に求めた。ボーイングはモデル344を提出し、試作することとなった。試作された機体はXPBB-1と命名され、海軍より試作発注が1940年6月29日に行なわれた。1941年10月には57機の量産発注がなされた。XPBBの「X」「PB」「B」はそれぞれ、試作機、哨戒爆撃機（Patrol Bomber）、製作社名（Boeing）という意味である。
XPBB-1は、レシプロエンジン双発の飛行艇であり、主翼は高翼配置で外翼部に固定式フロートを持つ。尾翼は通常配置。機首・機体後上部、尾部に12.7mm連装機銃を装備し、機体後部側面左右に12.7mm単装機銃を装備する。主翼はB-29向けのものを改設計して用いている。主翼内に爆弾を搭載するほか、主翼下に左右各1発の魚雷を搭載できた。
1942年7月9日に初飛行している。性能自体は良好であり、1943年には海軍へ引き渡された。しかしながら、アメリカ軍はPBBよりもB-29を重視した。ボーイングはPBB量産のためにレントンに海軍向け航空機工場 (現在のボーイング・レントン工場) を新設していたにもかかわらず、この工場は陸軍向けに振り替えられ、B-29の生産が行なわれることとなった。このため、PBBは試作機1機製造のみで生産が中止された。飛行試験自体は1945年1月まで続けられたものの1947年にスクラップにされた。

## 諸元
XPBB-1
- 全長：28.89m
- 全幅：42.59m
- 全高：10.42m
- 翼面積：169.7m2
- 自重：18,878kg
- 最大離陸重量：45,968 kg

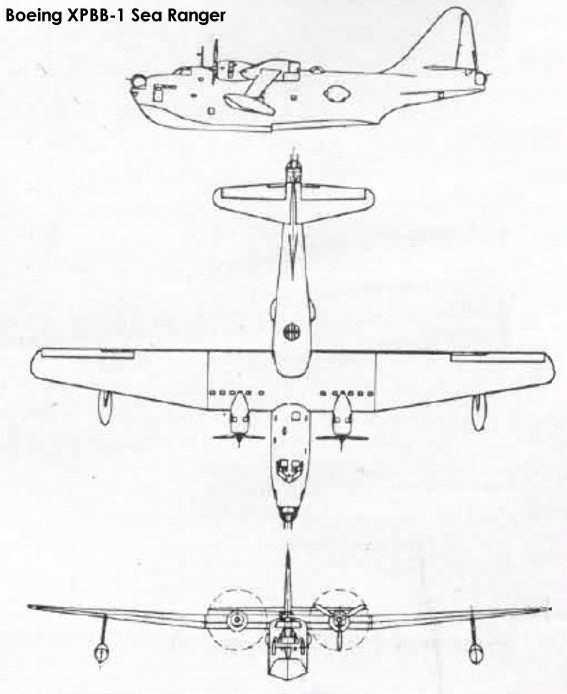
XPBB-1 三面図

- エンジン：ライト R-3350 星型レシプロエンジン（2,300馬力）2基
- 乗員：10名（正操縦士・福操縦士・航法士・通信士・爆撃手・機銃手5名）
- 武装：12.7mm連装機銃3基、12.7mm単装機銃2基、爆弾2,000ポンドまたは魚雷4発
- 最大速度：345km/h
- 航続距離：10,000km（航続時間最大72時間）
- 実用上昇限度：6,830m